# Micro-région de Szentendre
La micro-région de Szentendre (en hongrois : szentendrei kistérség) est une micro-région statistique hongroise rassemblant plusieurs localités autour de Szentendre.